# Zespół dworski w Goszczy
Zespół dworski w Goszczy  – znajdujący się w Goszczy, w gminie Kocmyrzów-Luborzyca, w powiecie krakowskim.
Obiekt w skład którego wchodzi dwór stary, nowy oraz park został wpisany do rejestru zabytków nieruchomych województwa małopolskiego.

## Historia
Budynek dworku w Goszczy powstał w latach 1847–1849. W okresie powstania styczniowego w dniach 6-11 marca 1863 roku dwór był siedzibą sztabu generała Mariana Langiewicza i w nim gen. Langiewicz został ogłoszony dyktatorem powstania.

## Architektura
Obiekt murowany, parterowy, od frontu kolumnowy portyk. W latach 1899–1900 został przebudowany przez ówczesnego właściciela Zygmunta Zubrzyckiego, m.in. dobudowano piętrowe skrzydło nakryte dachem dwuspadowym.